# Toepen
Toepen (ook poeken, snoepen, toeven, droefen of proeven genoemd) is een kaartspel dat gespeeld wordt met 32 kaarten, de zogenoemde piketkaarten. 
Over het algemeen wordt toepen gespeeld met vier spelers – het kan echter met twee tot acht spelers. Elke speler krijgt vier kaarten, waardoor er 8 (twee spelers) tot 32 (acht spelers) kaarten in het spel zijn.
Er worden vier slagen gemaakt en wie de vierde slag haalt is winnaar van een ronde. En dit net zoveel rondes totdat een speler op het afgesproken maximale aantal punten staat (de verliezer).

## Spelregels

### Delen van de kaarten
De deler schudt de 32 kaarten en geeft iedere speler 4 kaarten.

### Inzet
Vooraf wordt afgesproken waarom gespeeld wordt. Er kan om geld (of iets anders) gespeeld worden, maar standaard is spelen om (straf)punten. Degene die het eerste 15 punten (of een ander aantal, van tevoren afgesproken) heeft, verliest het spel. De winnaar van één rondje toepen krijgt geen punten aangeschreven, de verliezers krijgen punten bijgeschreven, afhankelijk van het aantal malen dat is "getoept". De punten zijn dus strafpunten. 
Men blijft doorspelen tot er nog één persoon overblijft. De persoon die 3 keer of meer als laatste overblijft wordt vanaf dat moment aangesproken als toepkoning.

### Verloop van het spel
De speler links van de gever komt uit. Kleur bekennen is verplicht. De kaarten die gespeeld zijn, blijven open liggen.
De kaartvolgorde van hoog naar laag is: tien – negen – acht – zeven – aas – heer – vrouw – boer.
De speler die de laatste slag wint, heeft gewonnen. De andere krijgen een punt (of meerdere afhankelijk van het aantal keren dat er getoept is). Hoeveel slagen je wint is dus niet van belang, als je de láátste maar wint.

### Toepen (of kloppen)
Als een speler goede kaarten heeft en verwacht dat hij de laatste slag (en daarmee de ronde) wint, dan kan hij te allen tijde gedurende een potje toepen door op tafel te kloppen of "Ik toep" te roepen. Dit wordt ook wel kloppen genoemd. Na een toep zeggen de spelers een voor een met de klok mee of ze meegaan of passen, beginnend links van de speler die geklopt heeft. Degenen die meegaan (kijken) en niet de laatste slag winnen krijgen 2 punten, degenen die passen krijgen er 1. Wordt er gedurende een hele ronde niet getoept, dan krijgen alle verliezers 1 punt en de winnaar geen. Verliest de klopper, dan krijgt hij er natuurlijk ook 2 punten bij.
Degenen die meegaan, kunnen overtoepen. De inzet wordt dan met nog één punt verhoogd, passen op de tweede toep levert 2 punten op, kijken/meegaan en verliezen 3 punten. Zelf toepen kan doorgaan tot het maximale aantal gestelde punten.
Stel je staat op 8 punten en speelt tot de tien: Je kijkt bij een eerste klop, dus je speelt voor je zogenaamde 'dood'. Als je die ronde verliest, sta je immers op het afgesproken maximum van 10 punten, en heb je het spel verloren. Aangezien je speelt voor je dood, kun jij niet meer overkloppen, je kunt echter nog wél blijven meegaan/kijken, ook al toepen andere spelers over.
Andere spelers (met minder punten) mogen nog overtoepen. Als dit gebeurt speel je vanzelfsprekend mee. Als je past, krijg je immers zoveel punten dat je automatisch het spel verloren hebt. Verliest degene die toept voor 3 punten, dan krijgt hij dus ook 3 punten. Verlies jij, dan krijg je 'maar' 2 punten, maar dan ben je toch al dood.
Als je klopt, kun je zelf niet over je eigen klop overkloppen. Je mag pas weer overkloppen als iemand anders tussendoor ook geklopt heeft en jij met die klop bent meegegaan.

## Optionele regels

### Vuile was en witte was
Voor aanvang van een ronde kan een speler met slechte kaarten beweren dat hij een vuile was (een hand bestaande uit drie plaatjes en een 7) of een witte was (vier plaatjes) heeft en vragen om een nieuwe hand. Een speler die zijn was inlevert (dat wil zeggen zijn hele hand), doet dit met de afbeelding naar beneden en zegt daarbij: "vuile was" of "witte was". Iedere speler heeft dan het recht deze was te controleren. Een speler die controleert, draait de waskaarten om en toont deze aan alle deelnemers. Voldoen de kaarten niet aan de eisen van een vuile of witte was, dan krijgt de eigenaar een strafpunt en moet hij de ronde met open kaarten spelen. Afhankelijk van de afgesproken regels krijgt hij soms ook het hoogste aantal strafpunten dat in de ronde wordt behaald. Zijn de kaarten daadwerkelijk een vuile of witte was, dan krijgt diegene die de was controleert een punt en kan de eigenaar doorspelen met een nieuwe hand.
Het is toegestaan meerdere malen witte of vuile was in te leveren. Ook kunnen verschillende spelers witte of vuile was inleveren, totdat de trekstapel leeg is.
Witte en vuile was kan niet meer ingeleverd of gecontroleerd worden zodra de speler links van de deler zijn eerste kaart heeft gespeeld. Bij een blinde toep kan er ook met de Was-regel gespeeld worden.
Let op: De Was-regel is niet aan te raden bij 5 of meer spelers, omdat de stapel erg klein wordt.

### 3 Boeren/3 tienen
Deze regel verplicht een speler te fluiten indien hij 3 boeren of 3 tienen in zijn hand heeft.

### Winnen-met-Boer
De Boer is de laagste kaart in het spel en het is extra vernederend als je met een boer toch de laatste slag kan winnen, en daarmee de ronde. Een speler die dit presteert, krijgt een 'punt eraf', gesymboliseerd door een stip bij zijn laatste turf. Verliest hij de volgende keer dan wordt de turf verbonden met de stip en telt de stip niet meer mee.
Het is mogelijk door de eerste ronde met een boer te winnen op een negatieve score te staan. Winnen met een toep van 4 boeren staat gelijk aan winnen met boer in de laatste slag en resulteert in een punt eraf.
In een andere variant worden de strafpunten van alle spelers die nog in het spel zijn verdubbeld indien de laatste slag met een boer gewonnen wordt. Dit geldt echter niet als er in de ronde niet getoept is. Bij een enkele toep krijgen alle verliezende spelers dus niet 2, maar 4 strafpunten; bij één overtoep 6. Op die manier kan een speler dus ook ruim over het maximale aantal punten gaan.

### Boer-verslaan-met-de-Vrouw (Weberse variant)
Om de bovengenoemde vernedering tegen te gaan bestaat er een optionele regel. De speler die denkt te winnen met de boer krijgt extra (straf)punten als deze boer wordt verslagen met een vrouw. De kans dat dit toevallig gebeurt is klein dus de strafmaat mag hoog zijn.

### Kans op toep
Vier dezelfde kaarten, dat wil zeggen vier boeren, of vier tienen is een toep. Een speler die zulke kaarten krijgt, wint automatisch, roept onmiddellijk "Toep!" en laat zijn hand zien. Alle andere spelers ontvangen direct 3 punten en er wordt opnieuw gedeeld door de winnaar. Er is echter ook een "kans op toep" indien een speler 3 dezelfde kaarten bezit. Hij mag dan "Kans op toep" roepen en 1 kaart van de stapel pakken. Indien hij hiermee 4 dezelfde kaarten bezit, heeft hij een toep en wint. Kans op toep is altijd authentiek, er kan hiermee niet gebluft worden. Een speler die dit toch doet, en gedurende het spel niet minstens 3 dezelfde kaarten kan opleggen, dient uit het spel te worden verwijderd.
Indien er bij een kans op toep geen 4e gelijkende kaart wordt getrokken van de stapel, dient de speler de kaart die niet in de rij van 4 past, en die hij vanaf het begin gedeeld kreeg af te leggen. Deze doet niet meer mee in het spel. Deze regel kan gecombineerd worden met de "3 Boeren 3 Tienen"-regel, de "Vuile Was"-regel en "Winnen-met-Boer"-regel. Indien het zich voordoet dat 2 spelers een Toep hebben wint de hoogste toep.

### Armoede/pelt
Als er een rondje gespeeld is, worden de punten van iedereen opgeschreven. Na een aantal rondjes kan het zijn dat iemand op 1 punt na af is. Dit wordt pelt (of "armoede" of "op de tocht staan") genoemd (1 punt erbij en hij is af/dood). Pelt telt als een klop; er wordt dus sowieso voor één punt extra gespeeld. De overige spelers die geen pelt hebben, mogen na het delen hun kaarten bekijken en zeggen of ze al dan niet meegaan ("het pelt zien"). Zijn er twee of meer armoedes en passen alle overige spelers, dan moeten de armoedespelers tegen elkaar spelen. Dan vallen dus alle armoedespelers behalve 1 af. Is er 1 armoedespeler en de rest kijkt niet, dan wint de armoedespeler het rondje en krijgen de andere spelers gewoon een punt. Zeggen of je met pelt meegaat, moet voor de eerste kaart opgegooid wordt op volgorde van spelers met de klok mee, beginnend vanaf degene met pelt, niet vanaf degene naast de deler. De speler met (de langste) pelt komt altijd uit. Indien dit gelijk is komt de eerste peltspeler na de deler uit.

### Blind toepen (of blind kloppen)
Dit houdt in dat voordat iedere speler zijn kaarten heeft gezien, iemand klopt of "ik toep blind" roept. Een blinde toep geldt als een toep voor 3 punten, hoewel dit anders kan worden aangegeven aan het begin van een potje. Er mag alleen blind getoept worden als nog niemand zijn/haar kaarten heeft ingezien. Wie daarna kijkt of meegaat en verliest, krijgt 3 punten. Wie niet meegaat, krijgt 1 punt en mag z'n kaarten niet inzien. Doet hij dit wel, dan wordt hij gestraft met een extra punt. Verder zijn alle andere toepregels gewoon van kracht, met uitzondering dat diegene die blind toept móet beginnen. Normaal mag alleen de degene die het meeste aantal punten heeft blind toepen.
Om te voorkomen dat spelers voortijdig in hun kaarten kijken mogen kaarten pas omgedraaid worden als de deler het deck of de stapel kaarten heeft neergelegd. Een speler die toch in zijn kaarten kijkt, krijgt voor straf een punt. Er kan dan niet meer blind getoept worden. Verder gaat het spel op de normale wijze door. Hoewel deze regel puur voor blind toepen is ingevoerd, is het aan te raden deze regel altijd te hanteren. Het is niet fair t.o.v. de deler, die zijn kaarten als laatste ingeleverd heeft, en dus minder tijd heeft zijn kansen in te schatten.
Er kan niet blind getoept worden indien 1 of meerdere spelers 'op armoede' staan.

## Nog meer speelvarianten
Er zijn heel wat verschillende toepspellen te bedenken en veelal gelden huisregels. Bij introductie van vreemden in het gezelschap dienen deze regels allemaal uitgelegd worden, voordat ze geldig zijn.

### 'wit graf', Hamburgeren, Koningstoepen of Hachie-Hachie
Als de laatste twee spelers beide armoede hebben (of "op pelt staan"), heet dit 'wit graf', 'Hamburgeren', 'Koningstoepen', hachie-hachie of 'Koningsspel'. Er wordt dan een laatste epische battle gestreden, namelijk met acht kaarten per persoon. Elke speler krijgt 11 kaarten gedeeld en legt er daar 3 van weg. Met de overige 8 kaarten wordt de finale gespeeld. Ook zijn er varianten waarbij er 3 spelers op armoede staan ('grijs graf' of 'Onderkoningstoepen') en iedere speler acht kaarten gedeeld krijgt en hij zonder af te leggen met deze kaarten speelt. Soms wordt er wel afgelegd, maar ook dat aantal verschilt per gezelschap.
In sommige kringen wordt er altijd een finale gespeeld. Wanneer een speler 15 punten heeft, wordt er - met een speler minder - doorgespeeld tot een tweede speler 15 punten heeft. Deze twee spelers gaan ten slotte 'Hamburgeren'. De speler die deze finale verliest, verliest het spel. Er bestaat bovendien een variant waarbij de speler die als eerste 15 punten heeft behaald, mag aangeven of de winnaar van het 'Hamburgeren' wordt bepaald door na 8 kaarten de laatste slag te halen of juist niet te halen. In het laatste geval krijgt het spel een geheel andere wending, aangezien de speler met de laagste kaarten in dat geval de meeste kans heeft om de finale te winnen.

### Anti-lijntoepregel
Lijntoepen is een beruchte speelstijl, het is een tegenpool van bluffen. Het houdt in: Nooit meegaan met (blinde) toeps, altijd veilig spelen en alleen met waterdichte kaarten toepen (3 tienen, een straatje van 8, 9, 10 in dezelfde soort etc.). Een dergelijke speler wordt soms schertsend een tienentoeper genoemd.
Om het lijntoepen tegen te gaan, kan er gekozen voor de Anti-lijntoepregel, dit houdt in dat iedereen maximaal 2 keer achter elkaar mag weggaan. Bij de derde toep ben je dan verplicht mee te gaan.
In Brabant wordt deze speelstijl Leitoepen genoemd. De naam komt van het constant kijken op de lei, het schrijfbordje dat vroeger overal werd gebruikt om de stand bij te houden. In sommige cafés wordt de lei (en griffel) nog steeds gebruikt.

### Pussy-Point-Systeem
Een variant op de anti-lijntoepregel is het Pussy-Point-Systeem, een populaire regel in de regio Utrecht. Om het lijntoepen tegen te gaan wordt er bijgehouden in een aparte kolom hoe vaak een speler heeft gepast bij een toep van een ander. Bij het passen op de eerste toep in een rondje ontvangt de speler een Pussy Point. Bij elke derde Pussy-Point wordt aan de score van de speler ("The Pussy") een regulier punt toegevoegd. De regel is alleen van kracht bij de eerste toep in een rondje, bij het passen op een overtoep vervalt de regel dus. De regel is ook voor alle spelers niet van kracht indien een van de spelers op Pelt/Armoede staat.

### 5-kruizenregel
Een kruis krijg je als je een ronde wint. De 5-kruizenregel houdt in: win je vijf potjes achtereen (dan heb je dus 5 kruizen achter elkaar), dan vliegt degene met het laagst aantal punten (op de speler met vijf kruizen na) eruit en doet dus niet meer mee.

### Boeren(over)toep
Een variant op de boerenregel is boerentoep. Wanneer een speler toept met alleen nog boeren in de hand en niemand toept mee, verdient deze speler bij twee boeren één minpunt, bij drie boeren twee minpunten en bij vier boeren maar liefst drie minpunten. Bij een overtoep met ten minste één boer in de hand is de beloning nog groter als geen andere spelers meegaan met deze overtoep: één minpunt voor iedere boer in de hand.

### Hapertse of Stippentse kerk
Een variant op de armoederegel is de Hapertse kerk, die in sommige gevallen ook wel de Stippentse kerk genoemd wordt. De regel vindt zijn oorsprong in Noord-Brabant. Zodra een of meerdere spelers op armoede staan en geen enkele afbeelding (Aas, Heer, Vrouw of boer) in hun hand hebben, zijn de armoedespelers verplicht dit aan de overige spelers te melden voordat zij de beslissing gemaakt hebben om wel of niet mee te gaan. De speler met armoede roept dan: Ik heb Hapertse Kerk of Ik ben in de Hapertse kerk. Op het moment dat er maar één armoedespeler in het spel is, die daarnaast beweert Hapertse kerk te hebben en de overige spelers passen, dan is de armoede speler verplicht zijn kaarten te laten zien, om zo bluffen uit te sluiten. Zodra alle spelers, of diegene die nog over zijn, op armoede staan is de regel niet van kracht. De uitdrukking herinnert aan de sobere aankleding van de schuurkerken uit zowel Hapert als Stiphout, waar geen enkel heiligenbeeld te vinden was vanwege de heersende armoede.

## Overig
Dit is een voorbeeld van opschrijven van punten:
| Rondenummer | 1 | 2 | 3 | 4 | 5 | 6  | 7  | 8 | 9 | 10 |
| ----------- | - | - | - | - | - | -- | -- | - | - | -- |
| Lucas       | 1 | x | 2 | 3 | x | 4  | 5  | 6 | 7 |    |
| Hidde       | x | 3 | x | 4 | 6 | 8  | 10 |   |   |    |
| Menno       | 1 | 2 | 4 | 6 | 7 | x  | x  | x | x | x  |
| Auke        | 1 | 3 | 4 | x | 7 | 10 |    |   |   |    |

- Lucas is een zogenaamde lijntoeper (of lijnpasser): dat wil zeggen nooit kijken en dus nooit 2 punten krijgen, alleen zelf kloppen met waterdichte kaarten en winnen.
- Hidde is een aanvallende speler, veel kloppen en kijken, risico: veel punten eraan krijgen in 1 potje.
- Menno is de berekende toeper: past, kijkt en wint uiteindelijk door de 5 kruizenregel.
- Auke is de aanvallende speler zonder geluk, kijkt en klopt veel, maar weet niet te winnen.